# Rhys Clark
Rhys Clark (* 17. August 1994) ist ein ehemaliger schottischer Snookerspieler, der von 2015 bis 2019 als Profi auf der Main Tour spielte. Seine besten Ergebnisse erzielte er 2016, als er beim European Masters und bei den English Open ins Achtelfinale einzog.

## Karriere
Rhys Clark begann im Alter von elf Jahren mit dem Snookerspielen. Im August 2010 erreichte er das Achtelfinale der U21-Weltmeisterschaft und unterlag dort dem Belgier Julius Grauls nur knapp mit 4:5. Bei der U21-Europameisterschaft 2011 erreichte er das Viertelfinale. Im Mai 2012 nahm er erstmals an der Q School teil, einem Qualifikationswettbewerb für die Main Tour, kam dabei aber bei keinem der drei Turniere über die dritte Runde hinaus. In der Saison 2012/13 nahm er an vier Turnieren der Players Tour Championship teil und schaffte es dreimal in die Runde der letzten 128.
Bei der Q School 2013 verpasste er erneut die Qualifikation für die Main Tour. Beim dritten Turnier verlor er im Halbfinale seiner Gruppe mit 3:4 gegen seinen Landsmann Fraser Patrick. Über die Order of Merit der Q School konnte er in der Saison 2013/14 aber dennoch an mehreren Weltranglistenturnieren teilnehmen. Im Juni 2013 erreichte er erstmals das Achtelfinale der Amateureuropameisterschaft. Anfang August 2013 schied er bei den Qualifikationsturnieren des Shanghai Masters und der Indian Open in der ersten Runde aus. Auch bei seinen folgenden fünf Teilnahmen an Ranglistenturnieren blieb er sieglos, wobei er bei der UK Championship direkt für die Hauptrunde qualifiziert war und dort mit 0:6 gegen Ronnie O’Sullivan ausschied. Sein erster Sieg gelang ihm in der Qualifikation zur Weltmeisterschaft 2014, als er sich in der ersten Runde mit 10:2 gegen Mike Dunn durchsetzen konnte. In der zweiten Qualifikationsrunde musste er sich jedoch Matthew Selt mit 6:10 geschlagen geben.
Nachdem er bei der Q School 2014 nicht über das Viertelfinale seiner Gruppe hinaus gekommen war, nahm er in der Saison 2014/15 lediglich an zwei Weltranglistenturnieren teil. Bei den Indian Open 2015 zog er nach Siegen gegen Kurt Maflin und Pankaj Advani in die Runde der letzten 64 ein, in der er mit 2:4 gegen Chris Wakelin verlor. Bei der Qualifikation zur WM 2015 schied er in der ersten Runde gegen Craig Steadman aus. Im Mai 2015 qualifizierte sich Clark bei der Q School durch einen 4:1-Sieg gegen den Iren Leo Fernandez für die Main-Tour-Spielzeiten 2015/16 und 2016/17.
In seine erste Saison als Profi startete Rhys Clark mit einem 5:1-Auftaktsieg gegen den Amateur Grant Miles in der Qualifikation zu den Australian Goldfields Open 2015. In der zweiten Qualifikationsrunde folgte eine 1:5-Niederlage gegen Li Hang. Nachdem er bei den folgenden drei Weltranglistenturnieren sieglos geblieben war, gewann er in der Qualifikation zum German Masters 2016 in der ersten Runde mit 5:4 gegen David Grace und schied anschließend gegen Judd Trump aus. Bei den China Open 2016 erreichte er die Runde der letzten 32 und unterlag dort dem Engländer Alfie Burden nur knapp mit 4:5. Bei der Qualifikation zur Weltmeisterschaft schied er in der ersten Runde gegen David Gilbert aus. Auf der Players Tour Championship hatte er in dieser Spielzeit dreimal die Runde der letzten 64 erreicht.
In der Saison 2016/17 blieb Clark bei den ersten vier Ranglistenturnieren sieglos, wobei er beim Paul Hunter Classic die zweite Runde erreichte, weil sein Erstrundengegner Robin Hull nicht antrat. Wenige Wochen nachdem er beim Shanghai Masters in der zweiten Qualifikationsrunde ausgeschieden war, qualifizierte er sich durch Siege gegen Alex Borg und Peter Lines für die Hauptrunde des European Masters 2016. Dort zog er mit einem 4:1-Erstrundensieg gegen David Grace erstmals ins Achtelfinale eines Profiturniers ein und verlor dieses anschließend mit 1:4 gegen Neil Robertson. Wenig später erreichte er auch bei den English Open die Runde der letzten 16 und schied dort gegen Stuart Bingham aus. Bei der UK Championship 2016 gelangte er in die Runde der letzten 64, in der er sich jedoch Ronnie O’Sullivan mit 0:6 geschlagen geben musste. Im weiteren Verlauf der Saison erreichte er dreimal die Runde der letzten 64 (bei den Scottish Open 2016, dem Snooker Shoot-Out 2017 und den China Open 2017) und einmal die Runde der letzten 32 (bei den Gibraltar Open 2017). In der Qualifikation zur WM 2017 besiegte er zunächst Wayne Townsend mit 10:1, bevor er in der zweiten Qualifikationsrunde mit 6:10 gegen David Gilbert ausschied. Am Saisonende belegte Clark in der Weltrangliste den 75. Platz und verlor somit seinen Main-Tour-Platz. Über die Einjahresrangliste, in der er auf den 68. Platz kam, qualifizierte er sich aber direkt wieder für die beiden folgenden Main-Tour-Spielzeiten.
In seiner dritten Profisaison gewann Clark lediglich ein Spiel. Bei den English Open 2017 setzte er sich gegen seinen Landsmann Alan McManus mit 4:3 durch und schied in der Runde der letzten 64 gegen Zhang Yong (2:4) aus. Unter seinen vierzehn Erstrundenniederlagen waren zwei Partien, die im Decider entschieden wurden: Bei der China Championship 2017 gegen Noppon Saengkham (4:5), beim Paul Hunter Classic 2017 gegen Paul Davison (3:4). In der Qualifikation zur WM 2018 traf er auf Alan McManus, dem er sich mit 2:10 geschlagen geben musste. Er beendete die Spielzeit in der Weltrangliste auf dem 127. Platz.
Auch die Saison 2018/19 verlief für Clark wenig erfolgreich. Er nahm nur noch an wenigen Turnieren teil und musste dabei fünf Erstrundenniederlagen hinnehmen, wobei er bei den Scottish Open 2018 dem Top-10-Spieler Ryan Day erst im Decider unterlag (3:4). Seinen einzigen Sieg erzielte er bei der China Championship 2018, als er Thepchaiya Un-Nooh mit 5:4 besiegte und anschließend gegen Judd Trump mit 0:5 verlor. Nachdem er sich in der WM-Qualifikation 2019 dem Engländer Sam Craigie mit 2:10 geschlagen geben musste, beendete er die Saison auf dem 122. Weltranglistenplatz und verlor damit nach vier Jahren seinen Profistatus.